# 中华人民共和国第十三届运动会象棋比赛
中华人民共和国第十三届运动会象棋比赛于2017年7月15日在天津结束。

## 奖牌榜
| 項目             | 金牌                              | 银牌                              | 铜牌                              |
| 专业男子组       | 黑龙江队 郝继超                   | 四川队 郑惟桐                     | 河北队 申鹏                       |
| 专业女子组       | 广东队 陈幸琳                     | 北京队 唐丹                       | 黑龙江队 王琳娜                   |
| 公开男子组       | 四川队 赵攀伟                     | 广东队 黄光颖                     | 吉林队 王廓                       |
| 公开女子组       | 广东队 何媛                       | 山东队 陆慧中                     | 浙江队 黄蕾蕾                     |
| 大学生混合团体赛 | 河北队 （陆伟韬、赵殿宇、张婷婷） | 天津队 （成海文、李青昱、玉思源） | 上海队 （徐崇峰、张瑞峰、时凤兰） |
| 少年男子组       | 广东队 程宇东                     | 福建队 张烨                       | 陕西队 申嘉伟                     |
| 少年女子组       | 安徽队 王文君                     | 河北队 张晋婕                     | 上海队 宇诗琪                     |